# تشارلز إف. براش
تشارلز إف. براش (بالإنجليزية: Charles Francis Brush)‏ هو مهندس ورائد أعمال ومخترع أمريكي، ولد في 17 مارس 1849 في يوكليد في الولايات المتحدة، وتوفي في 15 يونيو 1929 في كليفلاند في الولايات المتحدة.

## وصلات خارجية
- تشارلز إف. براش على موقع الموسوعة البريطانية (الإنجليزية)
- تشارلز إف. براش على موقع إن إن دي بي (الإنجليزية)